# 稲沢市立山崎小学校
稲沢市立山崎小学校（いなざわしりつやまざきしょうがっこう）は、愛知県稲沢市祖父江町にある公立小学校。

## 概要
- 旧・中島郡祖父江町の小学校である。

## 沿革
- 1873年（明治6年）10月29日 - 闡明学校が開校。
- 1887年（明治20年）4月1日 - 尋常小学山崎学校に改称する。
- 1906年（明治39年）5月10日 - 祖父江町、丸甲村、領内村、牧川村、山崎村と合併し、改めて祖父江町が発足。
- 1910年（明治43年）4月1日 - 祖父江町内の学校の統合により領内尋常小学校を統合し、祖父江東尋常小学校に改称する。領内分教場を設置。
- 1912年（大正2年）10月1日 - 祖父江第二尋常小学校に改称する。領内分教場が分立し、祖父江第三尋常小学校となる。
- 1941年（昭和16年）4月1日 - 祖父江第二国民学校に改称する。
- 1947年（昭和22年）4月1日 - 祖父江町立第二小学校に改称する。
- 1948年（昭和23年）10月1日 - 祖父江町立山崎小学校に改称する。
- 1957年（昭和31年）5月7日 - 講堂が完成する。
- 1966年（昭和41年）12月24日 - 新校舎（鉄筋コンクリート造2階建）が完成する。
- 1973年（昭和48年）8月27日 - 屋内運動場が完成する。
- 1984年（昭和59年）2月26日 - 校舎（鉄筋コンクリート造3階建）が完成する。
- 2005年（平成17年）4月1日 - 祖父江町が稲沢市に編入される。同時に稲沢市立山崎小学校に改称する。

## 通学区域
- 祖父江町山崎[1]。

## 進学先中学校
- 稲沢市立祖父江中学校

## 交通アクセス
- 名鉄尾西線山崎駅下車、徒歩約10分。